# Карл Вендлінгер
Карл Вендлінгер (нім. Karl Wendlinger; нар. 20 грудня 1968, Куфштайн) — австрійський спортсмен-автогонщик.
Брав участь у перегонах Формула-1 і кузовних чемпіонатах.
Виступав за команди March (Leyton House) (1991–1992) і Sauber (1993–1995). Тричі закінчував гонку 4-м. У сезоні 1993 року зайняв 12-е місце в чемпіонаті пілотів.